# Гней Помпей (консул 31 року до н. е.)
Гней Помпей (лат. Gnaeus Pompeius (Rufus), також часто Гней Помпей Руфус; ? — 14) — політичний діяч пізньої Римської республіки, консул-суфект 31 року до н. е.

## Життєппис
Походив з роду нобілів Помпеїв, зі старшої гілки Помпеїв. Син Квінта Помпея Руфа, народного трибуна 52 року до н. е. Можливо Гней Помпей був правнуком Луція Корнелія Сулли. Замало відомо про його життя. 1 жовтня 31 року до н. е. його було призначено консулом-суффектом разом з Октавіаном. У 20 році до н. е. увійшов до колегії арвальських братів. у 17 році до н. е. став членом квіндецемвірів. Помер у 14 році нашої ери.

## Родина
- Гней Помпей, член колегії авгурів.